# Кировская ТЭЦ-1
Кировская ТЭЦ-1 — теплоэлектроцентраль, расположенная в городе Кирове Кировской области по адресу: ул. Энергетиков, 17. Входит в состав Кировского филиала ПАО «Т Плюс». Электрическая мощность — 10,3 МВт, тепловая мощность двух турбин с противодавлением — 90,2 Гкал/ч, тепловая мощность паровых котлов (5 шт) — 206 Гкал/ч. Численность персонала — 118 человек.

## История
В июне 1934 года была введена в строй ТЭЦ комбината «Искож». Через подстанцию «Фидерная» она была объединена с ГЭС-2 Нововятского лесозавода № 1 и электростанцией фабрики «Красная звезда». Так родилась кировская энергосистема. Позднее теплоцентраль получила название «Кировская ТЭЦ-1», а подстанция стала называться «Западная».
Послевоенный подъём народного хозяйства требовал дальнейшего нарашивания электрических мощностей. Это решено было сделать на базе местных залежей торфа. Была произведена реконструкция ранее работавшей на дровах ТЭЦ-1 для работы её на торфе. В результате производительность станции увеличилась вдвое.
В 1988 году ТЭЦ была полностью переведена на природный газ.

## Перечень основного оборудования
| Агрегат                        | Тип              | Изготовитель                     | Количество | Ввод в эксплуатацию            | Основные характеристики | Основные характеристики | Источники |
| Агрегат                        | Тип              | Изготовитель                     | Количество | Ввод в эксплуатацию            | Параметр                | Значение                | Источники |
| ------------------------------ | ---------------- | -------------------------------- | ---------- | ------------------------------ | ----------------------- | ----------------------- | --------- |
| Паровой котёл                  | Е-45             | спец. поставка                   | 2          | 1951 г. 1952 г.                | Топливо                 | природный газ, мазут    | [ 1 ]     |
| Паровой котёл                  | Е-45             | спец. поставка                   | 2          | 1951 г. 1952 г.                | Производительность      | 45 т/ч                  | [ 1 ]     |
| Паровой котёл                  | Е-45             | спец. поставка                   | 2          | 1951 г. 1952 г.                | Параметры пара          | 34,3 кгс/см2, 440 °С    | [ 1 ]     |
| Паровой котёл (на консервации) | НЗЛ-60-36        | Невский машиностроительный завод | 1          | 1960 г.                        | Топливо                 | природный газ, мазут    | [ 1 ]     |
| Паровой котёл (на консервации) | НЗЛ-60-36        | Невский машиностроительный завод | 1          | 1960 г.                        | Производительность      | 60 т/ч                  | [ 1 ]     |
| Паровой котёл (на консервации) | НЗЛ-60-36        | Невский машиностроительный завод | 1          | 1960 г.                        | Параметры пара          | 34,3 кгс/см2, 440 °С    | [ 1 ]     |
| Паровой котёл                  | БКЗ-75-39ГМА     | Барнаульский котельный завод     | 2          | 1986 г.                        | Топливо                 | природный газ, мазут    | [ 1 ]     |
| Паровой котёл                  | БКЗ-75-39ГМА     | Барнаульский котельный завод     | 2          | 1986 г.                        | Производительность      | 75 т/ч                  | [ 1 ]     |
| Паровой котёл                  | БКЗ-75-39ГМА     | Барнаульский котельный завод     | 2          | 1986 г.                        | Параметры пара          | 38,2 кгс/см2, 440 °С    | [ 1 ]     |
| Паровая турбина                | ПР-5-3,4/1,7/1,0 | —                                | 1          | 1961 г. (модернизация 2014 г.) | Установленная мощность  | 5 МВт                   | [ 1 ]     |
| Паровая турбина                | ПР-5-3,4/1,7/1,0 | —                                | 1          | 1961 г. (модернизация 2014 г.) | Тепловая нагрузка       | 61,2 Гкал/ч             | [ 1 ]     |
| Паровая турбина                | ПР-5-3,4/1,7/1,0 | —                                | 1          | 1961 г. (модернизация 2014 г.) | Параметры пара          | 32 кгс/см2, 435 °С      | [ 1 ]     |
| Паровая турбина                | Р-5,3-32/3       | —                                | 1          | 1961 г.                        | Установленная мощность  | 5,3 МВт                 | [ 1 ]     |
| Паровая турбина                | Р-5,3-32/3       | —                                | 1          | 1961 г.                        | Тепловая нагрузка       | 29 Гкал/ч               | [ 1 ]     |
| Паровая турбина                | Р-5,3-32/3       | —                                | 1          | 1961 г.                        | Параметры пара          | 32 кгс/см2, 435 °С      | [ 1 ]     |